# Глибоке море
«Глибоке море» (кит.: 深海; піньїнь: Shēn Hǎi) — китайський анімаційний фентезійний фільм 2023 року, сценаристом і режисером якого став Тянь Сяопен, який раніше працював над мультфільмом «Король мавп». Проєкт вийшов у прокат у Китаї 22 січня 2023 року.

## Сюжет
Молода жінка досліджує таємниці підводного середовища.

## Акторський склад
| Актор/-ка   | Роль  |
| ----------- | ----- |
| Су Сінь     | Нанхе |
| Ван Тінвень | Шенсю |
| Тен Куїсін  |       |
| Ян Тін      |       |
| Цзі Цзінь   |       |
| Фан Таочень |       |
| Дун Ї       |       |

## Прем'єра
Вихід «Глибоке море» був запланований на 22 січня 2023 року (Китайський новий рік).
Фільм був номінований для показу в рамках програми Generation Kplus на 73-му Берлінському міжнародному кінофестивалі.